# Maliattha perrieri
Maliattha perrieri är en fjärilsart som beskrevs av Pierre E.L. Viette 1965. Maliattha perrieri ingår i släktet Maliattha och familjen nattflyn. Inga underarter finns listade i Catalogue of Life.